# Tham Hồ
Tham Hồ (chữ Hán: 参胡) tên một nhân vật trong huyền sử Trung Quốc.

## Thân thế và sự nghiệp
Theo Sử Ký, Tham Hồ là hậu duệ đời thứ sáu của Chuyên Húc và là con trai thứ hai của Lục Chung, tên thật ông là Huệ Liên được cho là sống vào thời kỳ Ngu Thuấn qua Hạ Vũ đến Hạ Khải. Do ông thành công trong việc giúp vua Đại Vũ nhà Hạ trị thủy nên sau này vua Vũ lên ngôi hội 10000 chư hầu ở đất Miêu Sơn đã phong thưởng cho ông vùng Tham Hồ - nay thuộc huyện Phần Dương tỉnh Sơn Tây - và đặt quốc hiệu là Hoàng, từ đó về sau con cháu Huệ Liên đổi theo quốc tính mà mang họ Hoàng. Lịch sử không ghi chép những sự kiện quan trọng thời kỳ ông tại vị nên thời nay khó có thể khảo cứu vì nó cách chúng ta quá xa, nhưng dù sao thì một vị quân chủ khai quốc trị vì thì ta vẫn có thể chủ quan khẳng định đất nước Hoàng thời ấy chắc chắn sẽ ổn định và thịnh vượng.

## Hậu duệ
Nước Hoàng tồn tại từ nhà Hạ qua nhà Thương và Tây Chu, đến đầu đời Xuân Thu thì bị nước Tấn diệt mất, nước Hoàng đặt dấu ấn của mình trong lịch sử cả thảy khoảng hơn 1500 năm.
Năm 891 tr.CN Chu Hiếu Vương phong cho Hoàng Hy - hậu duệ thứ 53 của Huệ Liên - ở vùng đất phía đông sông Hán (nay thuộc huyện Nghi Thành tỉnh Hồ Bắc) sử gọi đó là nước Tây Hoàng để phân biệt với nước Hoàng ở Phần Dương, nước Tây Hoàng đó bị nước Sở chiếm vào giữa thời Xuân Thu. Vua cuối cùng của nước Tây Hoàng là Mục Hầu Hoàng Sí Sanh chạy trốn sang nước Tề, các dòng tôn thất khác chạy tản mát khắp nơi trong nhân gian.

## xem thêm
- nước Sở
- Lục Chung
- nước Hoàng

## tham khảo
- Sử Ký Tư Mã Thiên - Sở thế gia
- Tư trị thông giám - phần ngoại kỷ
- Trúc thư kỷ niên
- gia phả họ Hoàng của người Trung Quốc